# Maurice Cottenet
Maurice Cottenet (* 11. Februar 1895 in Le Raincy; † 11. April 1972) war ein französischer Fußballspieler und -trainer.

## Als Spieler

### Vereinskarriere
Der hochgewachsene Torhüter, genannt „Der Riese mit den tönernen Händen“, begann das Fußballspielen bei Jeanne-d'Arc Sport, einem Verein seiner Geburtsstadt aus der katholischen Sportbewegung, die in der Fédération Gymnastique et Sportive des Patronages Français (FGSPF) organisiert war. Er war gut beim Abfangen hoher Bälle, aber mit Schwächen bei Flachschüssen und im Herauslaufen. Danach spielte er für Raincy Sports, wo er 1920 zum Nationalspieler wurde, und ab 1920 bei Olympique Paris, der 1918 (noch unter dem Namen Olympique de Pantin) allererster Pokalsieger des Landes geworden war.
Dieser Pokal, die Coupe de France, war der erste landesweite Wettbewerb im „Hexagone“, dessen Gewinn im Gegensatz zu den französischen Meisterschaften vor der Saison 1932/33 bis heute als offizieller Titel gilt, obwohl er noch vor der Gründung des einheitlichen Fußballverbands FFF (1919) eingeführt wurde. Mit Raincy Sports erreichte Maurice Cottenet 1918 immerhin das Viertelfinale dieses Bewerbs (dort 1:4 gegen CASG Paris), durchlitt ein Jahr später im Sechzehntelfinale aber ein 1:18 gegen CA Paris. 1921 wurde er mit Olympique Meister der Liga von Paris und erreichte zudem das Pokalfinale. Dieses Endspiel entschied aber Red Star mit 2:1 für sich, obwohl Cottenet die gegnerischen Angreifer fast zur Verzweiflung brachte – denn sein Gegenüber Pierre Chayriguès (siehe auch unten) lieferte gleichfalls eine legendäre Leistung ab, und Olympiques Jules Dewaquez verschoss in der Schlussphase einen Elfmeter. 1922 (0:3 gegen Stade Rennais UC), 1923 (0:1 gegen Red Star) und 1925 (1:2 nach Verlängerung gegen den FC Rouen) konnte auch der Torhüter nicht verhindern, dass seine Rot-Weißen jeweils im Halbfinale scheiterten, während der erbitterte Lokalrivale Red Star 1922 und 1923 den Pokal erneut gewann. Dabei hatte Cottenet im Viertelfinale von 1925 (1:0 gegen Olympique Marseille) noch eine Leistung geboten, bei der er „über sich hinauswuchs“.
1926 fusionierte Olympique mit Red Star – viele überzeugte Olympiens empfanden dies seinerzeit allerdings eher als „feindliche Übernahme“ –, und Cottenet wechselte zur AS Cannes. In den folgenden Monaten absolvierte der Torhüter zwar noch neun A-Länderspiele, aber der Verein von der Côte d’Azur war leistungsmäßig nicht mit Olympique zu vergleichen: 1927 scheiterte er bereits im Achtelfinale der Coupe de France an dem traditionsreichen, aber nur mit einem bescheidenen Palmarès ausgestatteten Pariser US Suisse, dessen Stürmer Cottenet gleich fünfmal bezwangen.
Nach der Zeit bei Cannes zog Maurice Cottenet – wann genau, ist nicht zu ermitteln – in das französische Nordafrika (Algérie française), wo er noch für die Klubs RU Algier und AS Bône spielte. Es ist nicht bekannt, ob er 1932 noch bei Algier spielte, als die Mannschaft den Nordafrikapokal (Coupe d'Afrique du Nord) gewann; er wäre dann 37 Jahre alt gewesen.

#### Stationen
- Jeanne-d'Arc Sport (als Jugendlicher)
- Raincy Sports (bis 1920)
- Olympique de Paris (1920–1926)
- Association Sportive de Cannes (ab 1926)
- Racing Universitaire Algérois
- Association Sportive de Bône

### In der Nationalmannschaft
Zwischen Januar 1920 und Juni 1927 bestritt Maurice Cottenet 18 Länderspiele für die Équipe tricolore; in zweien davon führte er die Mannschaft sogar als Kapitän auf das Spielfeld. In einem in den 1920ern international bestenfalls zweitklassigen Nationalteam kassierte er insgesamt 69 Gegentreffer; gleich bei seinem Debüt verlor Frankreich mit 4:9 in Italien, und nach seinem letzten Einsatz in Ungarn (Endergebnis 1:13) erklärte er seinen Rücktritt selbstironisch: „Man sollte den Zeitpunkt erkennen, zu dem man noch in Schönheit abtreten kann.“ Andererseits hütete Cottenet das Tor auch bei einem der größten Erfolge der ersten beiden französischen Länderspieljahrzehnte, dem 2:1-Sieg über Fußballlehrmeister England 1921. Von 1923 bis 1925 konkurrierte er mit Pierre Chayriguès, der schon vor dem Weltkrieg zum ersten wirklichen Stammtorhüter der Bleus geworden war und den er nach Kriegsende sowie erneut ab 1925 ablöste, bevor er selbst seinen Platz für Alex Thépot räumte.

## Als Trainer
Nach seiner Spielerzeit trainierte Maurice Cottenet unter anderem den normannischen Verein SM Caen. Zur Weltmeisterschaftsendrunde 1938 betraute ihn der französische Verband mit der Aufgabe, sich als préparateur physique um die körperliche Vorbereitung – einen festen Nationaltrainer gab es zu dieser Zeit noch nicht – des Mannschaftskaders zu kümmern.

## Palmarès
- Französischer Pokal: Finalist 1921
- 18 A-Länderspiele, davon 2 in seiner Zeit bei Raincy, 7 bei Olympique Paris, 9 bei AS Cannes